# Juma Sultan
Juma Sultan (Monrovia, 13 de Abril de 1942) é um percussionista estadunidense, mais conhecido por ser o percussionista da banda de Jimi Hendrix.

## Carreira
Sultan tocou na banda de Jimi Hendrix em 1969, no lendário Festival de Woodstock, tocou também na Gypsy Sun and Rainbows, no programa de Dick Cavett e também em um show especial no Harlem, em Nova Iorque, algumas semanas depois. Ele foi entrevistado por diversas vezes para o documentário dos filmes Jimi Hendrix e Jimi Hendrix: Live at Woodstock. Ele já gravou também com Archie Shepp, Noah Howard, Kalaparusha Maurice McIntyre, e Daoud Haroon.